# Campeonato da Europa de Atletismo de 2014 - 800 m masculino
A prova dos 800 metros masculino do Campeonato da Europa de Atletismo de 2014 foi disputada entre os dias 12 e 15 de agosto de 2014 no Estádio Letzigrund em Zurique,  na Suíça. 

## Recordes
Antes desta competição, os recordes mundiais e do campeonato nesta prova eram os seguintes:
|                       | Nome            | Nacionalidade     | Tempo    | Local   | Data                 |
| --------------------- | --------------- | ----------------- | -------- | ------- | -------------------- |
| Recorde mundial       | David Rudisha   | Quênia            | 1m40s91  | Londres | 9 de agosto de 2012  |
| Recorde do campeonato | Olaf Beyer      | Alemanha Oriental | 1m43s 84 | Praga   | 31 de agosto de 1978 |
| Recorde europeu       | Wilson Kipketer | Dinamarca         | 1m41s11  | Colônia | 24 de agosto de 1997 |

## Medalhistas
| Ouro               | Prata                 | Bronze             |
| Adam Kszczot (POL) | Artur Kuciapski (POL) | Mark English (IRL) |

## Cronograma
Todos os horários são locais (UTC+2).
| Data         | Hora  | Evento    |
| ------------ | ----- | --------- |
| 12 de agosto | 19:05 | Bateria   |
| 13 de agosto | 21:08 | Semifinal |
| 15 de agosto | 19:55 | Final     |

## Resultados

### Bateria
Qualificação: 3 atletas de cada bateria  (Q) mais os  4 melhores qualificados (q).
| Posição | Bateria | Raia | Atleta                   | Nacionalidade        | Tempo   | Notas |
| ------- | ------- | ---- | ------------------------ | -------------------- | ------- | ----- |
| 1       | 2       | 1    | Mark English             | Irlanda              | 1:47.38 | Q     |
| 2       | 2       | 3    | Artur Kuciapski          | Polónia              | 1:47.45 | Q     |
| 3       | 4       | 5    | Andreas Bube             | Dinamarca            | 1:47.50 | Q     |
| 4       | 4       | 2    | Pierre-Ambroise Bosse    | França               | 1:47.54 | Q     |
| 5       | 1       | 6    | Marcin Lewandowski       | Polónia              | 1:47.83 | Q     |
| 6       | 2       | 6    | Paul Renaudie            | França               | 1:47.88 | Q     |
| 7       | 4       | 7    | Jozef Repčík             | Eslováquia           | 1:47.90 | Q     |
| 8       | 3       | 4    | Adam Kszczot             | Polónia              | 1:47.92 | Q     |
| 9       | 1       | 3    | Kevin López              | Espanha              | 1:47.93 | Q     |
| 10      | 2       | 4    | Tamás Kazi               | Hungria              | 1:48.05 | q     |
| 11      | 4       | 4    | Dennis Krüger            | Alemanha             | 1:48.06 | q     |
| 12      | 3       | 1    | Amel Tuka                | Bósnia e Herzegovina | 1:48.07 | Q     |
| 13      | 4       | 1    | Johan Rogestedt          | Suécia               | 1:48.19 | q     |
| 14      | 3       | 7    | Andreas Almgren          | Suécia               | 1:48.22 | Q     |
| 15      | 3       | 2    | Giordano Benedetti       | Itália               | 1:48.29 | q     |
| 16      | 2       | 7    | Andrew Osagie            | Grã-Bretanha         | 1:48.31 |       |
| 17      | 1       | 4    | Sofiane Selmouni         | França               | 1:48.46 | Q     |
| 18      | 4       | 3    | Michael Rimmer           | Grã-Bretanha         | 1:48.51 |       |
| 19      | 4       | 6    | Andreas Roth             | Noruega              | 1:48.61 |       |
| 20      | 1       | 5    | Roald Hagbart Frøskeland | Noruega              | 1:48.62 |       |
| 21      | 1       | 8    | Andreas Rapatz           | Áustria              | 1:48.65 |       |
| 22      | 4       | 8    | Žan Rudolf               | Eslovênia            | 1:48.75 |       |
| 23      | 3       | 8    | Thomas Roth              | Noruega              | 1:48.86 |       |
| 24      | 3       | 5    | Hugo Santacruz           | Suíça                | 1:49.16 |       |
| 25      | 2       | 8    | Nikolaus Franzmair       | Áustria              | 1:49.18 |       |
| 26      | 2       | 5    | Sandy Martins            | Portugal             | 1:49.51 |       |
| 27      | 1       | 1    | Thijmen Kupers           | Países Baixos        | 1:49.69 |       |
| 28      | 3       | 6    | Declan Murray            | Irlanda              | 1:50.01 |       |
| 29      | 4       | 8    | Luis Alberto Marco       | Espanha              | 1:50.07 |       |
| 30      | 1       | 8    | Dmitrijs Jurkevičs       | Letônia              | 1:50.12 |       |
| 31      | 2       | 2    | Charel Grethen           | Luxemburgo           | 1:50.36 |       |
| 32      | 1       | 7    | Rickard Gunnarsson       | Suécia               | 1:50.58 |       |
| 33      | 3       | 3    | David Fiegen             | Luxemburgo           | 1:51.00 |       |
| 34      | 1       | 2    | Jan van den Broeck       | Bélgica              | 1:52.09 |       |

### Semifinal
Qualificação: 3 atletas de cada bateria  (Q) mais os  2 melhores qualificados (q). 
| Posição | Bateria | Raia | Atleta                | Nacionalidade        | Tempo   | Notas |
| ------- | ------- | ---- | --------------------- | -------------------- | ------- | ----- |
| 1       | 1       | 5    | Pierre-Ambroise Bosse | França               | 1:45.94 | Q     |
| 2       | 1       | 8    | Artur Kuciapski       | Polónia              | 1:46.05 | Q     |
| 3       | 1       | 7    | Andreas Bube          | Dinamarca            | 1:46.09 | Q,    |
| 4       | 1       | 6    | Mark English          | Irlanda              | 1:46.23 | q     |
| 5       | 1       | 2    | Jozef Repčík          | Eslováquia           | 1:46.94 | q,    |
| 6       | 2       | 6    | Adam Kszczot          | Polónia              | 1:47.12 | Q     |
| 7       | 2       | 5    | Marcin Lewandowski    | Polónia              | 1:47.14 | Q     |
| 8       | 2       | 2    | Amel Tuka             | Bósnia e Herzegovina | 1:47.18 | Q     |
| 9       | 2       | 8    | Paul Renaudie         | França               | 1:47.54 |       |
| 10      | 1       | 4    | Andreas Almgren       | Suécia               | 1:47.55 |       |
| 11      | 2       | 1    | Tamás Kazi            | Hungria              | 1:48.04 |       |
| 12      | 2       | 3    | Dennis Krüger         | Alemanha             | 1:48.33 |       |
| 13      | 1       | 3    | Giordano Benedetti    | Itália               | 1:48.58 |       |
| 14      | 1       | 1    | Kevin López           | Espanha              | 1:48.90 |       |
| 15      | 2       | 4    | Sofiane Selmouni      | França               | 1:51.01 |       |
| 16      | 2       | 7    | Johan Rogestedt       | Suécia               | 1:53.70 |       |

### Final
| Posição           | Raia | Atleta                | Nacionalidade        | Tempo   | Notas                |
| ----------------- | ---- | --------------------- | -------------------- | ------- | -------------------- |
| Medalha de ouro   | 4    | Adam Kszczot          | Polónia              | 1:44.15 | Recorde da temporada |
| Medalha de prata  | 8    | Artur Kuciapski       | Polónia              | 1:44.89 | Recorde pessoal      |
| Medalha de bronze | 5    | Mark English          | Irlanda              | 1:45.03 | =                    |
| 4                 | 7    | Andreas Bube          | Dinamarca            | 1:45.21 | Recorde da temporada |
| 5                 | 3    | Marcin Lewandowski    | Polónia              | 1:45.78 |                      |
| 6                 | 2    | Amel Tuka             | Bósnia e Herzegovina | 1:46.12 | Recorde nacional     |
| 7                 | 1    | Jozef Repčík          | Eslováquia           | 1:46.29 | Recorde da temporada |
| 8                 | 6    | Pierre-Ambroise Bosse | França               | 1:46.55 |                      |

Legenda
| Recorde mundial       | Recorde mundial (World record)               |                       | Recorde africano                      | Recorde africano (African) |                                           | Q | Classificado por posição (Qualified) |
| Recorde do campeonato | Recorde do campeonato (Championship record)  | Recorde da América    | Recorde da América (Americas)         | q                          | Classificado por melhor tempo (Qualified) |   |                                      |
| Melhor marca do ano   | Melhor marca do ano (World leading)          | Recorde asiático      | Recorde asiático (Asian)              | DNS                        | Não largou (Did not start)                |   |                                      |
| Recorde nacional      | Recorde nacional (National record)           | Recorde europeu       | Recorde europeu (European)            | DNF                        | Não terminou (Did not finish)             |   |                                      |
| Recorde pessoal       | Recorde pessoal do atleta (Personal best)    | Recorde da Oceania    | Recorde da Oceania (Oceania)          | DSQ / DQ                   | Desclassificado (Disqualified)            |   |                                      |
| Recorde da temporada  | Recorde da temporada do atleta (Season best) | Recorde sul-americano | Recorde sul-americano (South America) | NM                         | Sem marca (No mark)                       |   |                                      |